# Вілтотешть
Вілтотешть, Вілтотешті (рум. Viltotești) — село у повіті Васлуй в Румунії. Входить до складу комуни Віїшоара.
Село розташоване на відстані 256 км на північний схід від Бухареста, 30 км на південь від Васлуя, 89 км на південь від Ясс, 106 км на північ від Галаца.

## Населення
За даними перепису населення 2002 року у селі проживали 278 осіб, усі — румуни. Усі жителі села рідною мовою назвали румунську.